# 南都銀行SHOOTING STARS
南都銀行SHOOTING STARS（なんとぎんこうシューティングスターズ）は、奈良県奈良市に所在する女子フィールドホッケーチームである。南都銀行を母体とする実業団チームとして、選手は銀行員とアスリートを両立している。

## 概要
南都銀行ホッケー部の創部は1982年（昭和57年）、地元奈良県で開催される2年後のわかくさ国体に向け部員3名でスタートした。1984年（昭和59年）より単独チームを編成し活動、同年のわかくさ国体ホッケー競技に選手5名を派遣、同じ奈良県内の強豪天理大学ホッケー部との混成チームとなる奈良選抜チームが国体初優勝を果たした。
全日本実業団選手権大会は1992年（平成4年）初優勝。全日本社会人選手権大会は1996年（平成8年）初優勝。1997年（平成9年）にはこの年から始まった女子ホッケー日本リーグに加入し第3位となる。また西日本6人制大会でも1998年（平成10年）の初優勝以降5回の優勝。
2005年（平成17年）12月11日には全日本選手権大会決勝戦に4度目の進出で悲願の初優勝を果たす。創部30周年を機に2013年（平成25年）からチーム名を「南都銀行SHOOTING STARS」とした。

## 歴史
- 1982年 創部。
- 1984年 わかくさ国体に選手5名を派遣し奈良選抜チームが初優勝。
- 1992年 全日本実業団選手権大会で初優勝。
- 1996年 全日本社会人選手権大会で初優勝。
- 1997年 女子ホッケー日本リーグに加入。全日本実業団選手権大会、全日本社会人選手権大会でともに2度目の優勝。全日本選手権大会では決勝戦に初進出。
- 1998年 西日本6人制大会で初優勝。全日本実業団選手権大会で3度目の優勝。
- 2004年 宮崎奈美がアテネオリンピックに出場。
- 2005年 全日本社会人選手権大会で3度目の優勝、全日本選手権大会で初優勝。
- 2012年 眞鍋敬子、大塚志穂がロンドンオリンピックに出場。

## 主な戦績
- 高円宮牌ホッケー日本リーグ - 3位11回
- 全日本ホッケー選手権大会 - 優勝1回
- 全日本社会人ホッケー選手権大会 - 優勝4回
- 全日本実業団ホッケー選手権大会 - 優勝3回
- 国民体育大会ホッケー競技 - 優勝8回

## スタッフ・選手
2013年4月現在

### 監督
- 田原久義

### 選手
- 1(GK) 浦田二千翔
- 2(FB) 諏訪ひかり
- 3(FB) 眞鍋敬子
- 4(FW) 鹿取裕美
- 5(FB) 勝山遥加
- 6(MF) 吉川綾香
- 7(FW) 植田彩
- 8(MF) 爲藤弘子
- 9(FW) 野村香奈
- 10(FW) 大塚志穂
- 11(FW) 西岡結
- 12(GK) 金剛幸恵
- 13(FW) 前田祐希奈
- 14(FB) 谷口育代
- 15(FW) 小森彩花
- 16(FW) 佐々木彩乃
- 17(FB) 山下愛美
- 18(FB) 小櫻千奈美
- 19(FW) 平原文音